# Holcopasites tegularis
Holcopasites tegularis är en biart som beskrevs av Hurd och Linsley 1972. Holcopasites tegularis ingår i släktet Holcopasites och familjen långtungebin. Inga underarter finns listade i Catalogue of Life.